# Astyanax rupununi
Astyanax rupununi is een straalvinnige vissensoort uit de familie van de karperzalmen (Characidae). De wetenschappelijke naam van de soort is voor het eerst geldig gepubliceerd in 1914 door Henry Weed Fowler.
De soort is genoemd naar de rivier Rupununi, waar ze in 1912 werd ontdekt.